# Përmet (huyện)
Përmet là một quận thuộc hạt Gjirokastër, Albania. Quận này có diện tích 929 km² và dân số năm 2002 là 25837 người, mật độ 28 người/km².